# Carretera Maracay-Ocumare de la Costa
La carretera Maracay-Ocumare de la Costa (o también conocida como carretera local 7) es la única via terrestre que une a la ciudad de Maracay con el Municipio Ocumare de la Costa de Oro. Comunica a la región Central con el parque nacional Henri Pittier y el Mar Caribe. La carretera de Maracay a Ocumare es estrecha y caracterizada por numerosas curvas en su ajuste al atravesar la selva tropical del parque Henry Pittier con una extensión total de 58,7 kilómetros (36,5 mi).la carretera no cuenta con cobertura telefónica por la densa maleza.

## Ubicación
La carretera Maracay-Ocumare de la Costa comienza en una alcabala ubicada en el extremo norte de la ciudad de El Limón, adyacente al museo Estación Biológica Rancho Grande. La carretera en ese punto de inicio representa la prolongación Norte de la avenida Universidad. Desde el designio del parque nacional, se dispusieron zonas de uso especial designados para la carretera desde la alcabala de El Limón hasta el poblado La Trilla que incluye el Puente de Cansamacho.

### Alcabala de El Limón
En la entrada al área metropolitana de Maracay por El Limón está instalada un puesto de guardia militar originalmente destacado como puesto de la Compañía número 1 del destacamente 21 del comando regional número 2 de las Fuerzas Armadas de Cooperación. En el lugar también se haya ubicado el Centro de Operaciones de Combate y Extinción de Incendios de vegetación así como servicios de protección de flora y fauna y de reforestación (abreviado CONARE) y sus estructuras.

## Historia
Durante la era de la colonia venezolana el ingeniero militar Agustín Codazzi realizó una serie de mapas y rutas de Venezuela. Una de ellas era la ruta de conexión del puerto de Ocumare y la ciudad de Maracay. En 1907 se usaron esos mapas para la ampliación y mantenimiento de la carretera dirigidas por Félix Galavís y Luis Hedderich, quien realizaría dos años después la primera asención al Pico Humboldt. Juan Vicente Gómez asignó recursos en 1913 para mantenimiento adicional de esta carretera. Para 1915 era un ruta frecuente de transporte de bienes desde el mar hasta el centro del país. En 1917 se realizaron mantenimientos adicionales dirigidos por Benito León Vélez con financiamiento de compañías eléctricas y de teléfono internacionales. Parte de esta ruta persiste en la actual carretera Maracay-Ocumare de la Costa que fue topografiada en 1927 y mantenida por un costo de Bs 61 mil, la mitad del costo de otras carreteras costeñas del país incluyendo la carretera Cuamaná-Cumanacoa y Güigüe-Valencia.

### Era independencista
La vía desde Ocumare hasta los Valles de Aragua era frecuentemente transitada por el ejército patriota durante la Guerra de Independencia de Venezuela. En ese entonces, el camino desde el pueblo de Ocumare y sus haciendas hasta la falda norte del Henri Pittier era bastante llano pero difícil para las tropas por causa de tener muchas piedras. En ambos lados de la vía se asentaban los grandes contiguos de cacao con algunas casas ahí ubicadas.

## Trayecto

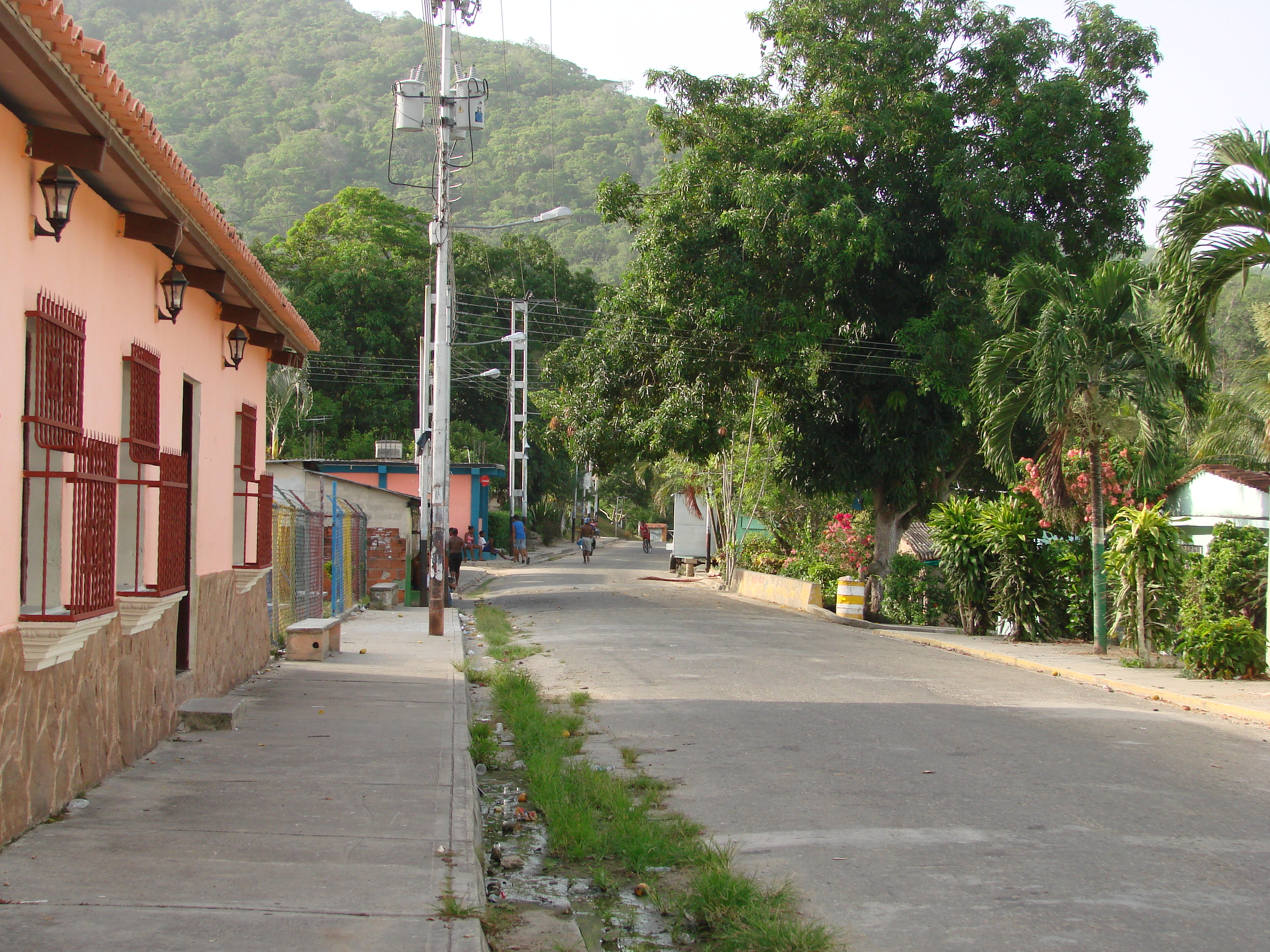
Entrada a Cumboto, salida de la carretera Ocumare de la Costa.

La carretera tiene su inicio (kilómetro 0) en una alcabala al norte de El Limón proveniente de un sector de planicies a una altitud de 440 metros (1443,6 pies) sobre el nivel del mar. Asciende a nivel de la alcabala por la falda sur de la serranía del parque nacional con pendientes que varían pero siempre menos de 5%. Recorre aproximadamente 23 kilómetros dentro del parque nacional hasta llegar a la cumbre del Henri Pittier a 1120 metros (3674,5 pies) de altitud a poca distancia de la Estación Biológica Rancho Grande. El descenso del parque nacional hacia las costas del mar es por su falda noroeste con pendientes similares a la subida pero con mayor número de planicies y trazados para evitar los grandes cortes de roca en su topografía. Las pendientes culminan casi al nivel del mar en el sector Aponte, atravesando el río Ocumare por tres puentes consecutivos hasta llegar a los límites de la población de Ocumare de la Costa. La vía tiene salidas y accesos en:
- Maracay/El Limón
- Fincas de Cacao y Complejo Cumboto
- Sector la Cumbre Henri Pittier y Rancho Grande
- Sur de Ocumare
- Bahía de Cata

## Características
La vía a Choroní es una carretera de curvas pronunciadas, muchas de ellas con su respectivo peralte compensatorio. La carretera es de hormigón asfáltico y cemento en todo su trayecto con frecuentes condiciones de desgaste en la vía (grietas, huecos, obstáculos sin señalización), principalmente causadas por daños del clima en el bosque nuboso, los deslaves y derrumbes sobre la vía, en especial durante las lluvias anuales y el natural gasto causado por el uso de automóviles, buses de la ruta Maracay-Ocumare de la Costa y motos.
Uno de los inconvenientes de la vía son las frecuentes inundaciones y derrumbes en la temporada de lluvias a la altura del kilómetro 7 a la 11. Esto se debe a que la vía se encuentra entre los humedales del parque nacional Henri Pittier.

## Esquema de la Autopista
| Velocidad | Esquema | Salida | Sentido Ocumare de la Costa | Sentido Maracay (Sur)            | Carretera | Notas |
| --------- | ------- | ------ | --------------------------- | -------------------------------- | --------- | ----- |
|           |         |        | Alcabala de El Limón        | Salida Ocumare de la Costa       |           |       |
|           |         |        | Cumbre Henri Pittier        | Estación Biológica Rancho Grande |           |       |